# Бојан Регоје
Бојан Регоје (Сарајево, СФРЈ, 2. децембар 1981) некадашњи је босанскохерцеговачки фудбалер који данас ради као тренер у омладинском погону ФК Славија, те као помоћни тренер у сениорској екипи.

## Играчка каријера

### ФК Славија
Играчку каријеру Бојан Регоје је започео у ФК Славија из Источног Сарајева. Још као тинејџер је добио шансу у сениорском тиму, а онда и врло брзо постао капитен Соколова из Источног Сарајева. Учествовао је у иградњи највећих успјеха ФК Славија, те са клубом из Источног Сарајева наступао два пута у Европи, а освојио је и два Купа Републике Српске, као и Куп Босне и Херцеговине у сезони 2008/09. У Славији је играо све до 2011. године, када је прешао у сарајевски Олимпик.

### ФК Олимпик и НК Челик
Након играња за Славију, Бојан Регоје је прешао у екипу Олимпика из Сарајева. Са Олимпиком је дошао до још једног трофеја у својој каријери, освајањем Купа Босне и Херцеговине у сезони 2014/15. Послије шест година у Олимпику, Регоје је напустио Отоку, а нова станица му је постало Билино поље гдје је 2017. играо за зенички Челик.

### ФК Младост Какањ и повратак у Славију
Након играња за Челик пола сезоне, Бојан Регоје је у љето 2017. године одлучио да пређе у Младост Добој Какањ. Годину дана је носио дрес премијерлигаша из какањског Добоја, а након тога је одлучио да се врати у своју Славију. Пред почетак сезоне 2018/19 Славија је комплетирала екипу у којој су своје мјесто нашли ветерани који су са успјехом носили дрес Соколова у ранијим годинама: Бојан Регоје, Игор Радовановић, Зоран Кокот и Вучина Шћепановић. Клуб је одлично ушао у сезону, али је на крају морао да се бори за опстанак, у чему су и успјели побједом у посљедњем колу против Слободе из Мркоњић Града. По завршетку сезоне Бојан Регоје је одлучио да заврши играчку каријеру; постао је тренер кадетске селекције клуба, а онда у зиму 2020. године и помоћни тренер у сениорском тиму.

## Репрезентација
За репрезентацију Босне и Херцеговине Бојан Регоје је одиграо двије утакмице. За национални тим је дебитовао 30. јануара 2008. године у поразу од Јапана 3:0. Други меч је одиграо 1. јуна 2008. године у побједи Босне и Херцеговине над Азербејџаном 1:0.